# Chrysometa boraceia
Chrysometa boraceia este o specie de păianjeni din genul Chrysometa, familia Tetragnathidae, descrisă de Lévi, 1986. Conform Catalogue of Life specia Chrysometa boraceia nu are subspecii cunoscute.